# KUNSTEN Museum of Modern Art Aalborg
Le KUNSTEN Museum of Modern Art (musée d'art moderne KUNSTEN) est un musée d'art moderne situé à Aalborg, au Danemark.
Le musée est situé Kong Christians Allé, près de sa jonction avec Vesterbro. 
De conception scandinave moderne, il est construit entre 1968-1972 par les architectes finlandais Elissa et Alvar Aalto et l'architecte danois Jean-Jacques Baruël et achevé le 8 juin 1972,,.
Le musée est qualifié de « vitrine de l'art danois et international du XXe siècle ». Il est décrit comme étant « d'une manière frappante contemporaine tant dans la forme que dans le contenu ».

## Histoire
Les plans architecturaux pour la conception du musée ont été sélectionnés parmi les 144 soumissions faites au concours d'architecture nordique à remettre avant le 15 janvier 1958. Le concours est remporté par les architectes finlandais Alvar Aalto, son épouse Elissa, et leur associé Jean-Jacques Baruël. Cependant, en raison de problèmes financiers, la construction réelle ne commencé qu'en 1966. Achevé en 1972, il est officiellement inauguré le 8 juin 1972,. Il reçoit son nom actuel en 2008, avant cela, il était connu sous le nom de Nordjyllands Kunstmuseum i Aalborg (Musée des Beaux-Arts du Jutland du Nord à Aalborg).

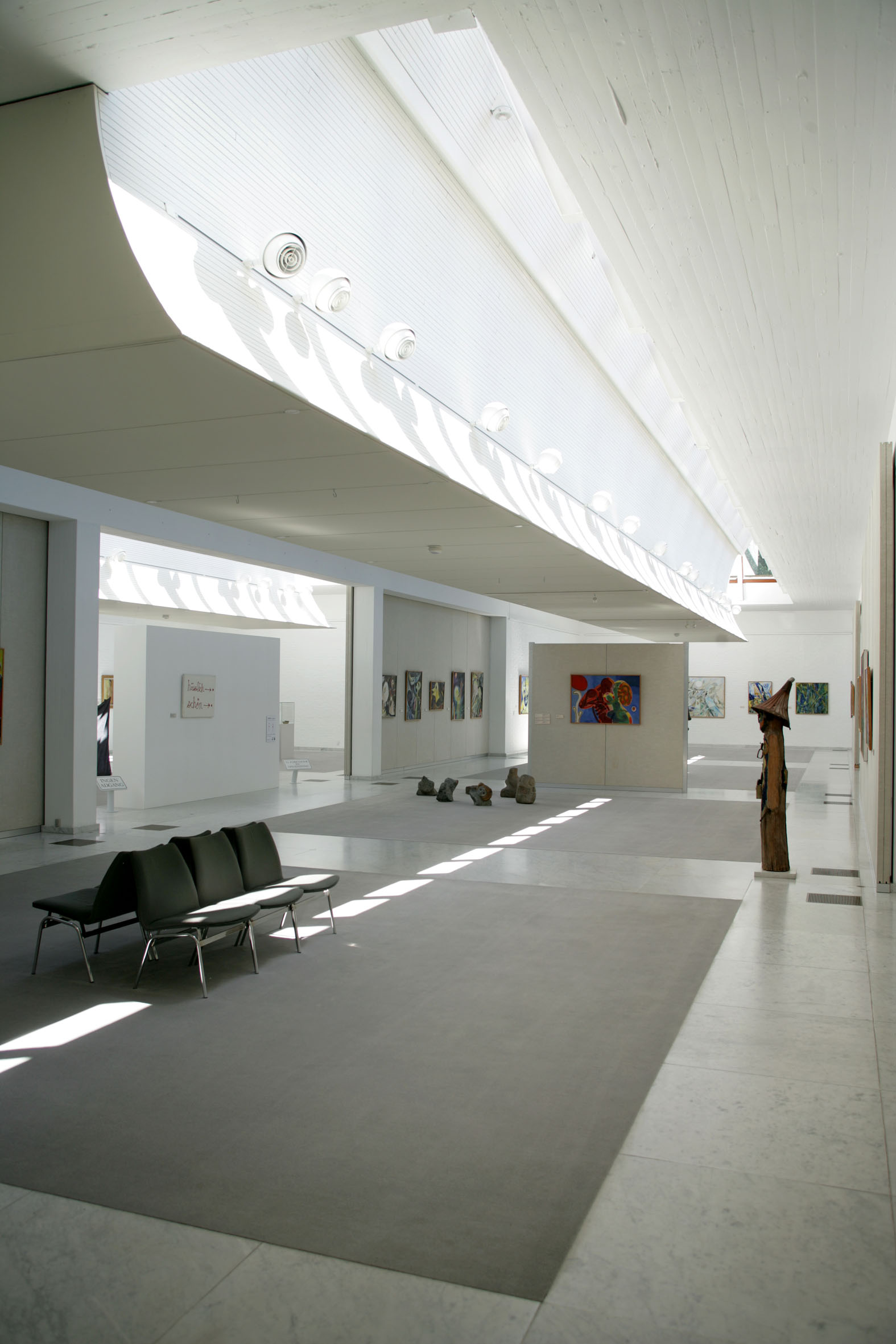
Vue intérieure.

Le musée, s'élevant contre les collines comme une ziggourat, s'étend sur plus de 6 000 m2. Il est construit sur un plan carré avec des galeries organisées au rez-de-chaussée autour de la zone d'exposition centrale. En plus du hall d'entrée et des bureaux, le bâtiment se compose d'une galerie de sculptures, de plusieurs galeries éclairées zénithalement et de sept petites salles d'exposition. Le toit, au-dessus du hall central, s'élève en forme pyramidale, fournissant un puits de lumière par une lanterne en forme de couronne. Les deux côtés du hall central ont des halls ou des galeries bien éclairés par la lumière naturelle tandis que l'arrière peut être divisé en salles plus petites au moyen de murs amovibles,.

## Collection
La collection se compose d'environ 1 500 objets d'art (de 1900 à nos jours) et comprend des peintures, des sculptures et d'autres supports couvrant un large éventail du naturalisme, d l'art abstrait et de l'art expérimental contemporain. 
Une peinture de 1890 de l'artiste danois Jens F. Willumsen (1863-1958) intitulée Two Woman Parting After a Chat, inspirée de Gauguin, se démarque parmi les nombreuses autres peintures exposées. La collection comprend des peintures de la fin du XIXe et du début du XXe siècle de Vilhelm Lundstrøm, Edvard Weie, Jens Søndergaard, Erik Hoppe, Wilhelm Freddie, Ejler Bille, Egill Jacobsen, Victor Isbrand, Asger Jorn, Carl-Henning Pedersen, Sonja Ferlov Mancoba, Richard Mortensen et Robert Jacobsen. 
L'art du XXe siècle est illustré par des noms tels que Willy Ørskov, Poul Gernes, Mogens Møller, Kirsten Christensen, Kirsten Ortwed, Kehnet Nielsen et Ingvar Cronhammar. Des artistes étrangers, tels que Max Ernst et Chagall, sont également représentés.

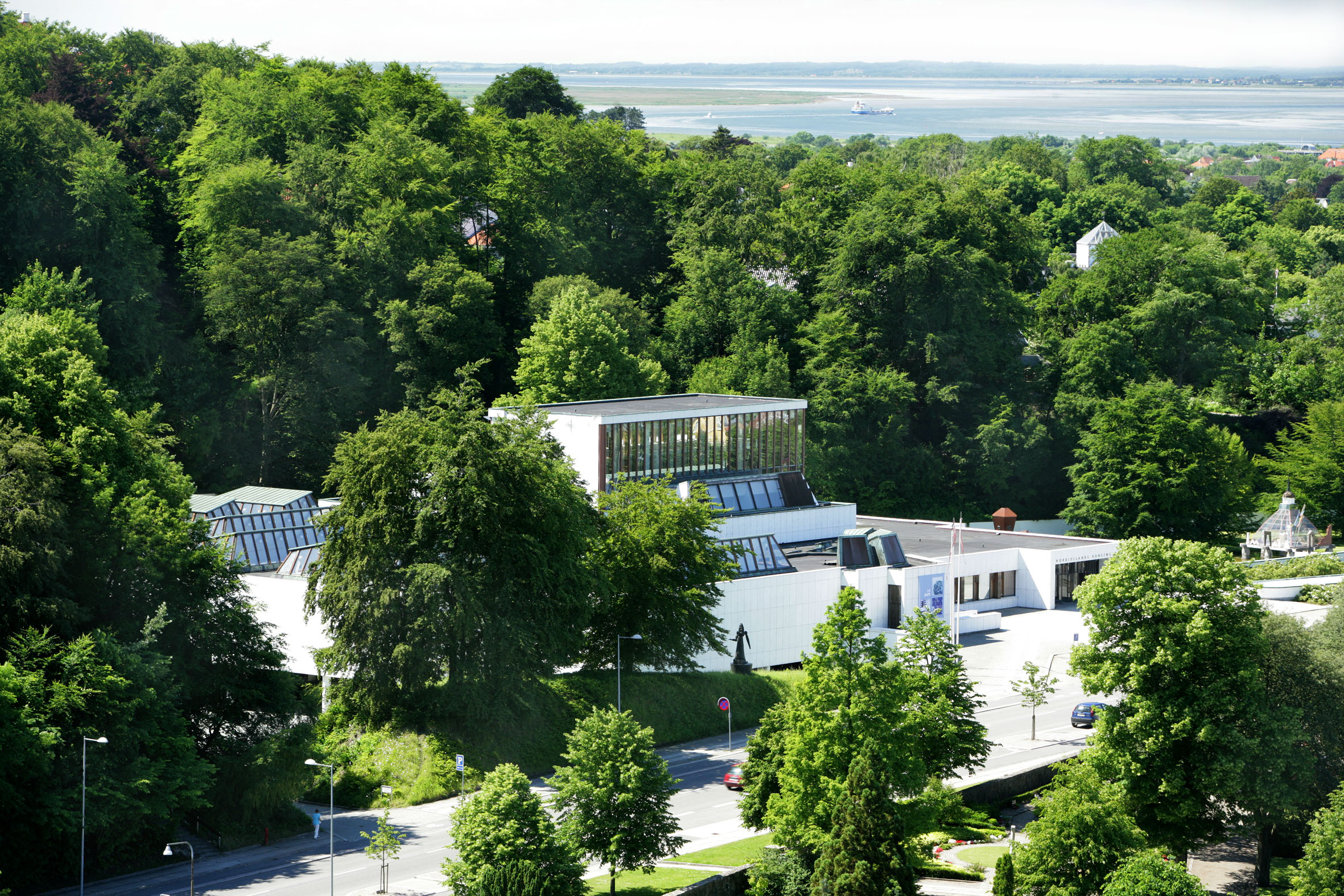
Vue aérienne du terrain.

## Directeurs
- Lars Rostrup Bøyesen (1970 – 1979)
- Else Bülow (1979 – 1989)
- Nina Hobolth (1989 – 2009)
- Gitte Ørskou (2009 – 2019)